# جلين فيكارا
جلين فيكارا (بالإنجليزية: Glenn Ficarra)‏ هو كاتب سيناريو ومخرج وممثل أمريكي، ولد في 1953 في الولايات المتحدة.

## أعمال

### أفلام
- (2001) قطط وكلاب[4][5]
- (2003) سانتا الشرير[6]
- (2009) أنا أحبك فيليب موريس
- (2011) حب مجنون، أحمق[7]
- (2015) التركيز[8][9][10]
- (2016) ويسكي تانغو فوكستروت[11]
- (2018) قدم صغيرة[12]

## وصلات خارجية
- جلين فيكارا على موقع IMDb (الإنجليزية)
- جلين فيكارا على موقع روتن توميتوز (الإنجليزية)
- جلين فيكارا على موقع ألو سيني (الفرنسية)
- جلين فيكارا على موقع أول موفي (الإنجليزية)
- جلين فيكارا على موقع بوكس أوفيس موجو (الإنجليزية)
- جلين فيكارا على موقع قاعدة بيانات الأفلام السويدية (السويدية)
- جلين فيكارا على موقع قاعدة بيانات الفيلم (الإنجليزية)
- جلين فيكارا على موقع كينوبويسك (الروسية)